# Monte Alegre de Minas

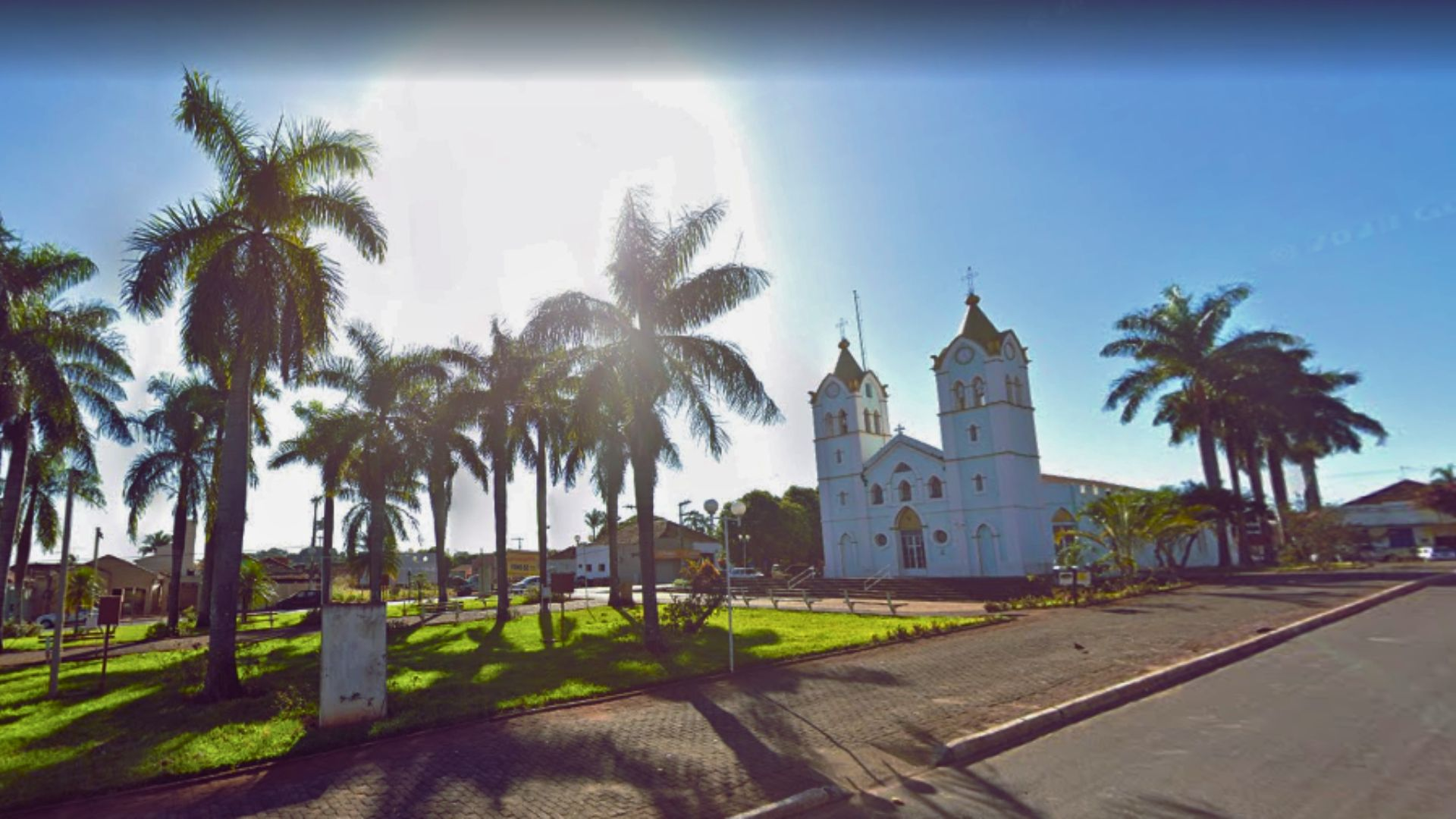
Praça Nicanor Parreira e Igreja Matriz São Francisco das Chagas

Monte Alegre de Minas é um município brasileiro no interior do estado de Minas Gerais, Região Sudeste do país. Localiza-se no Triângulo Mineiro e sua população recenseada em 2022 era de 20 170 habitantes.
Localiza-se no Triângulo Mineiro, a oeste da capital do estado, distando desta cerca de 600 quilômetros. Monte Alegre de Minas é conhecida como a capital brasileira do abacaxi, sendo também um importante polo de produção alcooleira.

## História
Até o início do século XIX a região onde hoje se localiza a cidade de Monte Alegre de Minas era uma importante rota de passagem entre os estados de São Paulo e Goiás, utilizada por expedições que desbravavam o Triângulo Mineiro. A família de Martins Pereira fixou-se no local juntamente com as famílias Gonçalves da Costa e Martins de Sá, criando o povoado de São Francisco das Chagas de Monte Alegre, subordinado ao município de Prata.
Foi elevado à condição de cidade com a denominação de Monte Alegre, pela lei provincial nº 2556, de 03-01-1880. O município passou a denominar-se Toribaté pelo decreto-lei estadual nº 1058, de 31-12-1943, tendo seu nome novamente modificado para Monte Alegre de Minas pela lei nº 336, de 27-12-1948.

## Geografia
De acordo com a divisão regional vigente desde 2017, instituída pelo IBGE, o município pertence às Regiões Geográficas Intermediária e Imediata de Uberlândia. Até então, com a vigência das divisões em microrregiões e mesorregiões, fazia parte da microrregião de Uberlândia, que por sua vez estava incluída na mesorregião do Triângulo Mineiro e Alto Paranaíba.

## Agronegócio
Monte Alegre de Minas é o maior produtor de abacaxi de Minas Gerais e um dos maiores produtores de abacaxi no Brasil. Segundo dados do Instituto Brasileiro de Geografia e Estatística (IBGE), em 2014 a área destinada ao plantio de abacaxi foi de 2.200 hectares, com produção de 66 milhões de frutos. A cidade também é importante polo alcooleiro, com produção de 880 mil toneladas de cana-de-açúcar em 2014, em uma área plantada de cerca de 10.000 hectares